# Фридерика Доротея фон Бранденбург-Швет
Фридерика Доротея София фон Бранденбург-Швет (на немски: Friederike Dorothea Sophia von Brandenburg-Schwedt; * 18 декември 1736, Швет на Одер; † 9 март 1798, Щутгарт) от род Хоенцолерн, е маркграфиня от Бранденбург-Швет и принцеса на Кралство Прусия и чрез женитба херцогиня на Вюртемберг (1795 – 1797). Майка е на Фридрих I, първият крал на Вюртемберг, и на руската царица Мария Фьодоровна.

## Живот
Тя е дъщеря, най-голямото дете, на маркграф Фридрих Вилхелм фон Бранденбург-Швет (1700 – 1771) и съпругата му принцеса София Доротея Мария Пруска (1719 – 1765), дъщеря на пруския крал Фридрих Вилхелм I (1688 – 1740) и съпругата му английската принцеса София Доротея фон Брауншвайг-Люнебург (1687 – 1757), дъщеря на крал Джордж I от Великобритания. Тя е сестра на пруския крал Фридрих Велики.
Фридерика Доротея се омъжва на 29 ноември 1753 г. в дворец Швет за херцог Фридрих Евгений II (1732 – 1797), третият син на херцог Карл Александер фон Вюртемберг (1684 – 1737).
Нейният съпруг Фридрих Евгений II умира на 23 декември 1797 г. Тя умира на 9 март 1798 г. на 61 години в Щутгарт, Баден-Вюртемберг, и е погребана там.

## Деца
Фридерика Доротея и Фридрих Евгений II фон Вюртемберг имат 12 деца:
- Фридрих I Вилхелм Карл (1754 – 1816), от 1806 г. първият крал на Вюртемберг

∞ I. 1780 за принцеса Августа Каролина фон Брауншвайг-Волфенбютел (1764 – 1788), дъщеря на херцог Карл Вилхелм Фердинанд фон Брауншвайг
∞ II. 1797 в Лондон за принцеса Шарлота Августа Матилда (1766 – 1828), дъщеря на английския крал Джордж III
- Лудвиг (Луи) Фридрих Александер (1756 – 1817), прапрадядо на британската кралица Елизабет II

∞ I. 1784 в Полша (развод 1792) за принцеса Мария Анна Чарториска (1768 – 1854), дъщеря на княз Адам Кажимеж Чарториски
∞ II. принцеса Хенриета фон Насау-Вайлбург (1780 – 1857), дъщеря на княз Карл Кристиан фон Насау-Вайлбург
- Евгений Фридрих Франц Хайнрих (1758 – 1822)

∞ 1787 за принцеса Луиза фон Щолберг-Гедерн (1764 – 1834)
- София Доротея Августа (1759 – 1828), по-късно руската царица Мария Фьодоровна

∞ 1776 Павел I, император на Русия (1754 – 1801)
- Вилхелм Фридрих Филип (1761 – 1830), военен министър; от него произлизат по-късните херцози на Урах

∞ 1800 фрайхерин Вилхелмина Родис фон Тундерфелт (1777 – 1822)
- Фердинанд Фридрих Август (1763 – 1834), австрийски фелдмаршал

∞ 1795 (развод 1801) принцеса Албертина фон Шварцбург-Зондерсхаузен (1771 – 1829)
∞ 1817 принцеса Паулина фон Метерних-Винеберг (1771 – 1855), сестра на Клеменс фон Метерних
- Фридерика Елизабет Амалия Августа (1765 – 1785)

∞ 1781 херцог Петер Фридрих Лудвиг фон Олденбург (1755 – 1829)
- Вилхелмина Фридерика Катарина (1768 – 1768)
- Карл Фридрих Хайнрих (1770 – 1791)
- Елизабет Вилхелмина Луиза (1767 – 1790)

∞ 1788 император Франц II (1768 – 1835)
- Вилхелмина Фридерика Катарина ((*/† 1768)
- Карл Фридрих Хайнрих (1770 – 1791)
- Александер Фридрих Карл (1771 – 1833), прародител на днешния католически Дом Вюртемберг

∞ 1798 принцеса Антоанета фон Саксония-Кобург-Заалфелд (1779 – 1824), дъщеря на херцог Франц фон Саксония-Кобург-Заалфелд
- Хайнрих Фридрих Карл (1772 – 1838)

∞ 1798 Христиана Каролина Алексей (1779 – 1853), „графиня фон Урах“ 1825